# Awash
Pour les articles homonymes, voir Awash (homonymie).
L'Awash, également écrit Aouach ou Aouache, est un cours d'eau d'Éthiopie prenant sa source dans les plateaux d'Éthiopie, au sud d'Addis-Abeba, coulant vers le nord dans la vallée du Grand Rift et la dépression de l'Afar et se jetant dans le lac Abbe, qui se trouve sur la frontière avec Djibouti. La rivière longe plusieurs sites préhistoriques et paléontologiques importants.
La « basse vallée de l'Aouache », classée au Patrimoine mondial de l'Unesco, est notamment le lieu de découverte des restes fossiles de l'australopithèque Lucy.

## Géographie
La rivière Awash prend sa source dans les hauts plateaux éthiopiens, au sud d'Addis-Abeba. Tout au long de son cours, elle reçoit les eaux de plusieurs affluents, notamment de la rivière Mille dans la partie inférieure de son cours. « En Afar central, la rivière Awash est la principale source d’eau, mais son débit n’est pas, à l’heure actuelle, assez important pour lui permettre d’atteindre la côte. Vaincue par la combinaison de zones d’altitude inférieure au niveau de la mer et d’une évaporation intense, l’Awash forme finalement un delta marécageux se déversant dans un lac de faible ampleur, le lac Abhé ».

## Histoire
La rivière Awash a été, durant les XIXe et XXe siècles, la limite orientale de la province du Shewa, avant que le territoire éthiopien fasse l'objet en 1994 d'un nouveau découpage en neuf régions et deux villes-régions.
Charles-Xavier Rochet d'Héricourt explore la mer Rouge et l'Éthiopie, dont la haute vallée de l'Awash, au cours de plusieurs expéditions, de 1838 à 1850. Il publie les récits de ses voyages en France à partir de 1841. Au XXe siècle, Wilfred Thesiger, fils d'un ambassadeur britannique en Éthiopie, explore l'ensemble du cours de l'Awash. Il a raconté son voyage dans Carnets d’Abyssinie.
Mais c'est Jules Borelli le 15 novembre 1887 qui en relève les sources.

## Les sites préhistoriques
La rivière Awash suit du sud vers le nord le tracé de la grande faille africaine et longe une succession de sites préhistoriques très anciens, pour la plupart situés dans la région Afar. De nombreux fossiles et outils lithiques y ont été découverts depuis les années 1970, attribués à différentes espèces d'hominines, qui sont listées ci-après avec les dates des principales découvertes.

### Sites du Haut-Awash
- Melka Kunture
  - Industrie lithique (de 1,7 Ma à 200 ka) : depuis 1963
  - Homo ergaster ou Homo rhodesiensis (850 ka) : 1973 et 1975

### Sites du Moyen-Awash
- Alayla
  - Ardipithecus kadabba (5,6 Ma) : 1999
- Aramis
  - Ardipithecus ramidus (4,4 Ma) : 1993, 1994
- Bodo D'Ar
  - Homo rhodesiensis (600 ka) : 1976 et 1981
- Herto Bouri
  - Australopithecus garhi (2,5 Ma) : 1997
  - Homo ergaster (1 Ma) : 1997
  - Homo sapiens (157 ka) : 1997

### Sites du Bas-Awash
Les sites de la basse vallée de l'Awash se trouvent pour la plupart dans le district de la rivière Mille (ou Millé), aussi appelé woreda de Mille.
- Burtele
  - Australopithecus deyiremeda (3,4 Ma) : 2011
- Dikika
  - Australopithecus afarensis (3,3 Ma) : 2000[3]
  - os d'animaux fossiles portant des marques de découpe (3,4 Ma) : 2009[4]
- Hadar
  - Australopithecus afarensis : 1973 (3,4 Ma), 1974 (Lucy, 3,2 Ma), 1975 (3,2 Ma), 1991 (3 Ma)
  - Homo habilis ou Homo sp. (2,33 Ma) : 1994
- Kada Gona
  - Homo ergaster (1,2 Ma) : 2001
  - Industrie lithique (2,55 Ma) : avant 2000
- Korsi Dora
  - Australopithecus afarensis (3,6 Ma) : 2005
- Ledi Geraru
  - Homo sp. (2,8 Ma) : 2013

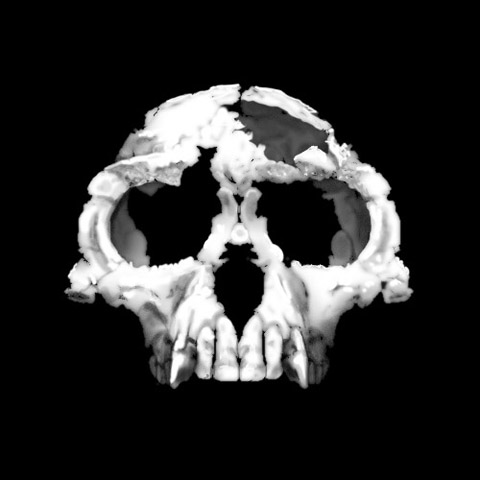
Ardi (Ardipithecus ramidus)
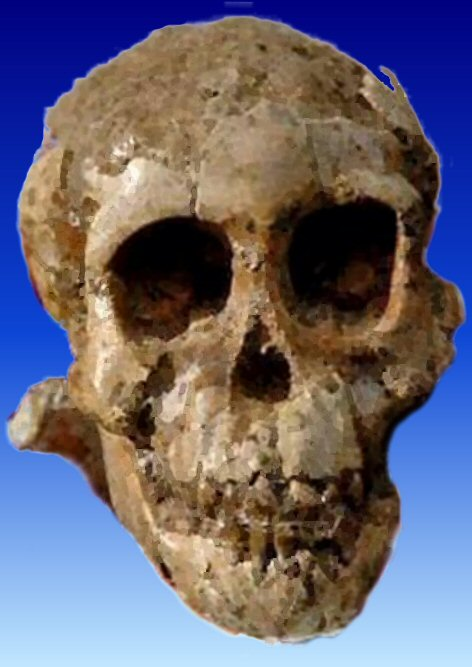
Selam (A. afarensis)
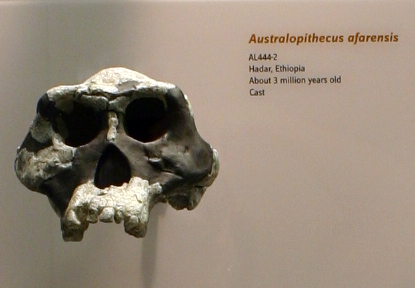
AL 444-2 (A. afarensis)
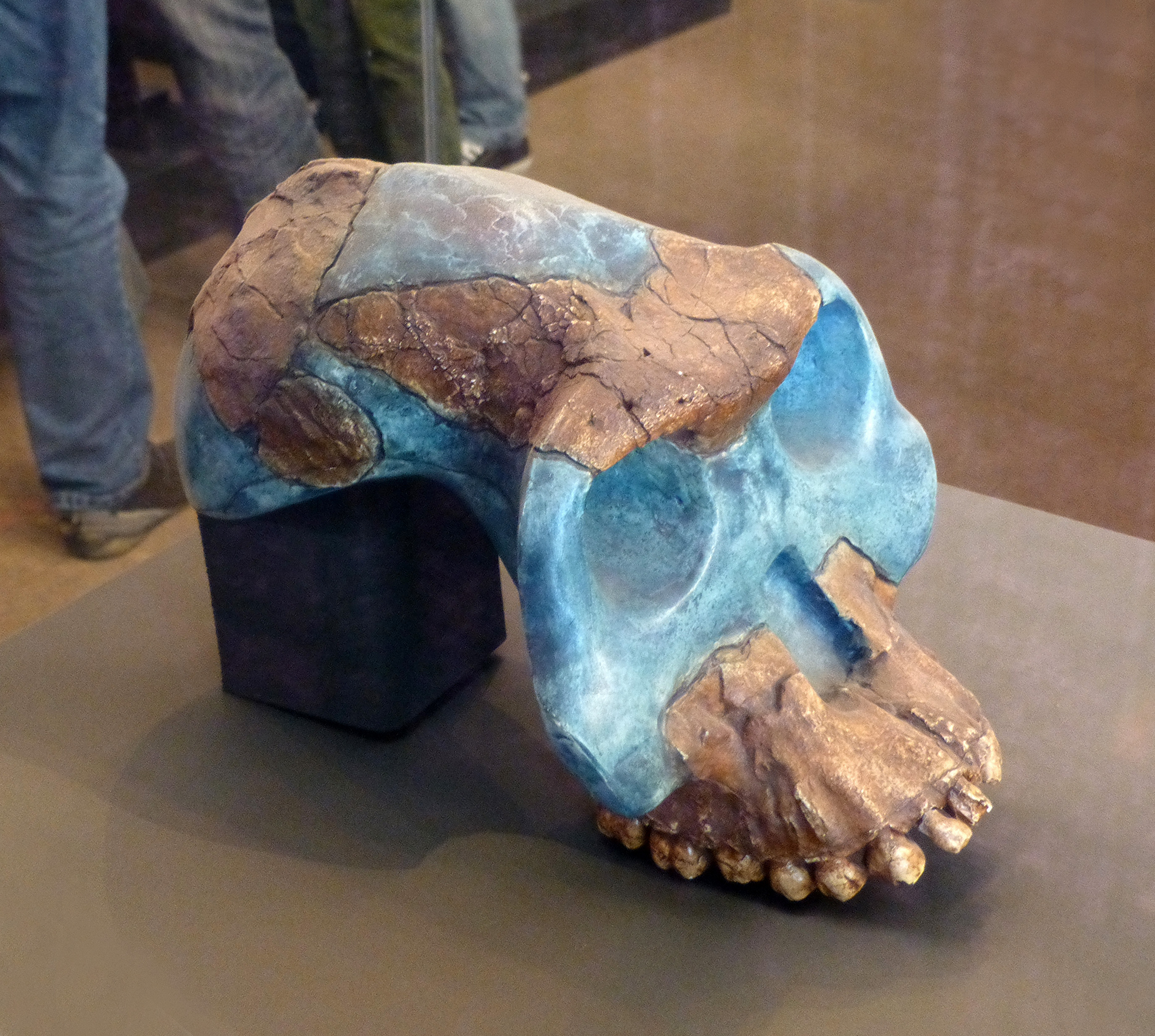
Australopithecus garhi
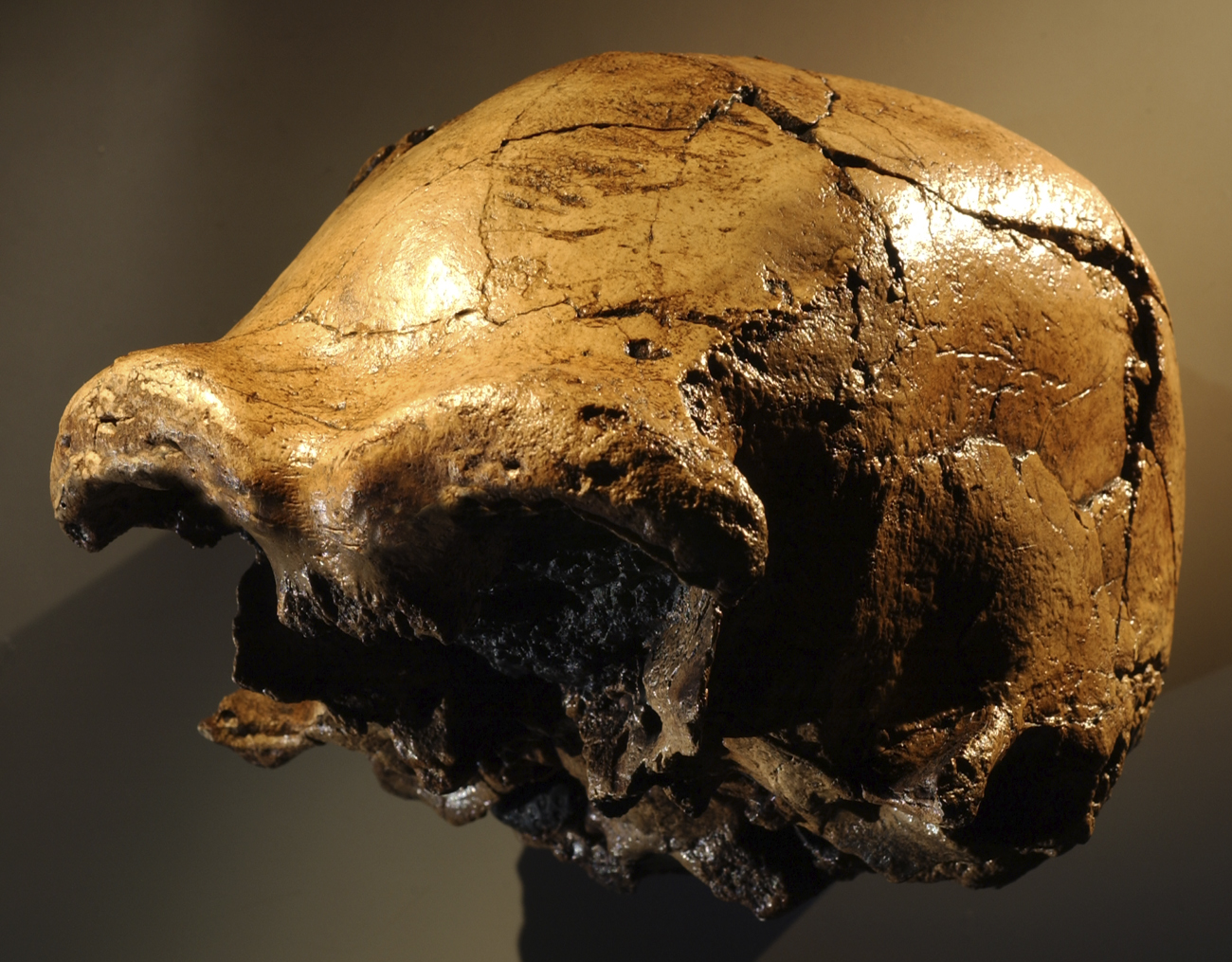
Homme de Daka (Homo ergaster)
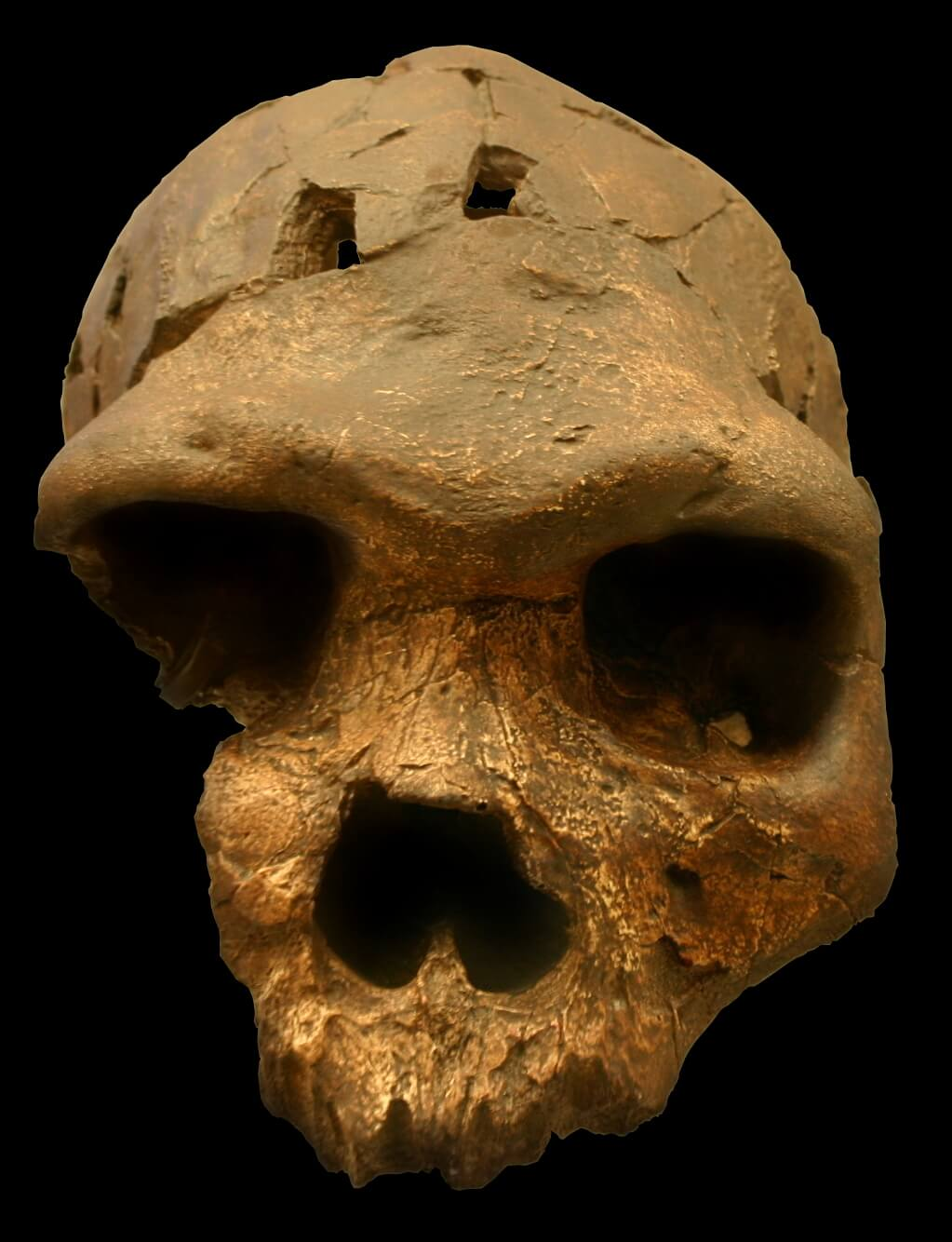
Homme de Bodo (Homo rhodesiensis)

### Récits de traversée de l'Awash auXIXesiècle
- (en) Isemberg (Karl Wilhelm), Krapf (Ludwig), Journals, London, Frank Cass & co, 1843, réed. 1968, 529 p.
- (fr) Charles-Xavier Rochet d'Héricourt, Voyage sur la côte orientale de la mer Rouge, dans le pays d’Adel et le Royaume de Choa, Paris, Arthus-Bertrand, 1841, 439 p.
- (en) Harris (W. Cornwallis), The Highlands of Æthiopia, described during eighteen months’ residence of a British Embassy at the Christian Court of Shoa, London, 1844, 3 vol.
- (en) Johnston (Charles), Travels in Southern Abyssinia, London, 1844 ; rééd. 1969, 2 vol.
- (fr) Charles-Xavier Rochet d'Héricourt, Second voyage sur les deux rives de la mer Rouge, dans le pays des Adels et le Royaume de Choa, Paris, Arthus-Bertrand, 1846, 406 p.

### Exploration de l'Awash auXXesiècle
- (fr) Thesiger (Wilfred), Carnets d’Abyssinie, Paris, Hoëbeke, 2003, 270 p. (traduction de : The Danakil Diary : Journeys Through Abyssinia 1930-34. Harper Collins Publishers, London, 1996)
- (en) Nesbitt (L. M.), Desert and forest. The exploration of Abyssinian Danakil, London, Jonathan Cape, 1934, 449 p.